# Nicky Crane
Nicola Vincenzo Crane, detto Nicky (Bexley, 21 maggio 1958 – Paddington, 8 dicembre 1993), è stato un attivista britannico, militante neonazista skinhead con la reputazione di essere particolarmente violento.
Ha scontato una pena di quattro anni di carcere per violenza razziale. Era particolarmente inserito come guardia di sicurezza del "movimento britannico" (BM, un gruppo di estrema destra) ma faceva anche l'attore pornografico gay.
Assieme a Ian Stuart Donaldson ha creato la rete musicale di promozione nazionalista chiamata "Blood & Honour" nel 1987. Egli ha fatto coming out confessando la propria omosessualità prima di morire di malattia correlata all'AIDS nel 1993.
Aveva lavorato anche come netturbino, bike messenger e portiere in un club S & M (sadomaso).